# The Scream
The Scream is een studioplaat van Siouxsie and the Banshees. Het is de debuutplaat van deze postpunkgroep. Het album bevat een cover van The Beatles: Helter Skelter.
The Scream is in 2006 opnieuw uitgebracht in Nederland. In Engeland wordt het album in 2005 opnieuw uitgebracht. Het album is evenals andere vroege albums van Siouxsie and the Banshees, geremasterd en inclusief bonustracks opnieuw uitgebracht.

## Tracks
1. "Pure" (McKay, Severin, Morris, Sioux)
2. "Jigsaw Feeling" (Severin, McKay)
3. "Overground" (Severin, McKay)
4. "Carcass" (Severin, Sioux, Fenton)
5. "Helter Skelter" (Lennon, McCartney)
6. "Mirage" (Severin, McKay)
7. "Metal Postcard (Mittageisen)" (McKay, Sioux)
8. "Nicotine Stain" (Severin, Sioux)
9. "Suburban Relapse" (McKay, Sioux)
10. "Switch" (McKay, Sioux)
11. "Hong Kong Garden" (2006 bonustrack)
12. "The Staircase (Mystery)" (2006 bonustrack)